# Riksdagen 1943
Riksdagen 1943 ägde rum i Stockholm.
Riksdagens kamrar sammanträdde i riksdagshuset den 11 januari 1943. Riksdagsarbetet inleddes ceremoniellt genom riksdagens högtidliga öppnande i rikssalen på Stockholms slott den 12 januari. Första kammarens talman var Johan Nilsson (H), andra kammarens talman var August Sävström (S). Riksdagen avslutades den 30 december 1943.